# 40-ві

## Події
Римська імперія: 41 рік:
- кінець правління Калігули;
- початок правління Клавдія;